# Heartbreak Hotel (sång)
Heartbreak Hotel är en låt inspelad av Elvis Presley som skrevs av Mae Boren Axton och Thomas Durden. Låten släpptes som singel den 27 januari 1956 och var Presleys första singel på bolaget RCA Victor. Låten blev en stor hit och blev även Presleys första listetta och första miljonsäljare. Heartbreak Hotel blev den mest sålda singeln 1956. 
Texten är baserad på en tidningsartikel om en ensam man som begick självmord genom att hoppa ut genom ett fönster i sitt hotellrum. Axton presenterade låten för Presley under ett countrykonvent i Nashville i november 1955. Presley gick med på att spela in låten, vilket han gjorde den 10 januari 1956. Singeln låg etta på Billboardlistan i sju veckor. Den låg också etta på Country and Western Chart och tog sig upp till femteplaceringen på The R&B Chart. Presley framförde först låten live under en turné 1955, men låtens popularitet ökade då han framförde den i TV-programmet Stage Show i mars 1956. Därefter ingick låten i Presleys repertoar då han turnerade. Sista gången han framförde låten live var den 29 maj 1977 under en konsert som ägde rum på Civic Center i Baltimore, Maryland.
År 2004 publicerade tidningen Rolling Stone en lista över 500 Greatest Songs of All Time, där Heartbreak Hotel med Elvis Presley finns med som nummer 45. Samma år gjorde Rock and Roll Hall of Fame en lista över "500 Songs that Shaped Rock and Roll", som även den inkluderade Heartbreak Hotel. Låten har senare även tolkats av många andra artister - exempelvis spelade countrymusikern Willie Nelson och singer-songwritern Leon Russell in den som duett - vilken toppade countrylistorna år 1979.

## Bakgrund
Låten skrevs år 1955 av Mae Boren Axton, en high school-lärare som tidigare marknadsfört musik, och singer-songwritern Tommy Durden. Texten är baserad på en tidningsartikel som publicerats i The Miami Herald. Artikeln handlade om en man som först förstörde sina ID-handlingar för att sedan begå självmord genom att hoppa ut genom fönstret i sitt hotellrum. Han lämnade efter sig ett självmordsbrev där han skrivit en enda mening: "I walk a lonely street". 
Axton och Durden har delade meningar om hur låten blev till. Durden menar att han skrivit låten och framfört den med sitt band, The Swing Billys, innan han presenterade låten för Axton. Axton menar att Durden bara skrivit några få textrader och sedan bett Axton om hjälp att slutföra den. Axton påstår också att artikeln om självmordet "förbluffat" henne och hon sa till Durden: "Alla i hela världen har någon som bryr sig om en. Vi placerar Heartbreak Hotel på den ensamhetens gata". Glen Reeves, en lokal artist som tidigare arbetat med Axton, kom och avbröt dem. Duon bad Reeves att hjälpa dem med låten. Men efter att ha hört låtens titel påpekade Reeves att "det var det fånigaste jag någonsin hört" och lät dem fortsätta arbetet själva. Låten var färdig inom en timme, och Durden använde Axtons bandspelare för att spela in den. Reeves återvände och efter att ha hört låten ombads han att spela in en demoversion i Elvis Presleys stil. Reeves avstod.
Axton tog kontakt med The Wilburn Brothers och erbjöd dem chansen att spela in Heartbreak Hotel. Men bröderna Doyle och Teddy Wilburn avböjde och beskrev låten som "märklig och nästan morbid". Axton gjorde då en deal med basisten Buddy Killen som hade sitt eget företag, Tree Publishing. Därefter kunde Axton genom "överste" Tom Parker presentera låten för Elvis Presley under Country Music Disc Jockey Convention i Nashville. Axton hade tidigare gett publicitet åt konserter med Hank Snow i Gator Bowl Stadium, Jacksonville, Florida, där bland andra Elvis Presley medverkade. Under en sådan konsert hade Axton lagt märke till publikens reaktioner på Presleys uppträdande - som slutade med att skrikande fans jagade Presley till logen för att sedan slita av honom kläderna för att behålla dem som souvenirer. Axton hade följt Presleys karriär noggrant sedan denna incident och fick träffa honom under en konsert den 28 juli för att intervjua honom. Enligt författaren Albert Goldman ska en av Axtons stora ambitioner ha varit att skriva Presleys första stora hitlåt.
Rykten hade cirkulerat i massmedia i flera veckor att Presley, som inlett sin karriär i Sun Records, skulle hoppa över till RCA Victor som skulle bidra till att marknadsföra honom över hela landet. Axton spelade demon för Presley den 10 november 1955 på ett av Andrew Jackson Hotels rum. Efter att ha hört demon ska Presley ha sagt "Hot dog, Mae, play that again!" och lyssnat på låten tio gånger för att lära sig den. Sedan spelade Presley in den och accepterade Axtons erbjudande om en tredjedel av intäkterna om låten blev hans första singel på det nya skivbolaget. Presley framförde låten live för första gången i Swifton, Arkansas den 9 december 1955, och påstod inför publiken att det skulle bli hans första hit.

## Inspelningen
Heartbreak Hotel var den andra låten som Presley spelade in för RCA Victor, den första var I Got a Woman, under sin första session som ägde rum på 1525 McGavock Street i Nashville den 10 januari 1956. Presley anlände till studion redo att börja spela in Heartbreak Hotel utan att ansöka om RCA Victors godkännande. Trots att producenten Steve Sholes inte var helt hundra på att låten skulle gå hem så spelade han in Heartbreak Hotel i tron att Presley visste vad han gjorde. Att spela in för RCA var en annorlunda upplevelse för Presley och hans band, som var vana vid den mer avslappnade stämningen vid Sun Studio. Gitarristen Scotty Moore har senare kommenterat det hela: "Det var en större studio än den Sun hade och mer organiserad - de kallade allting vid ett nummer. Vi kunde sitta nere vid Sun och äta hamburgare, och sen kunde någon säga: 'Nu ska vi testa något'."